# Sarcodictyon coralloides
Sarcodictyon coralloides är en korallart som först beskrevs av de Lacaze Duthiers 1900.  Sarcodictyon coralloides ingår i släktet Sarcodictyon och familjen Clavulariidae. Inga underarter finns listade i Catalogue of Life.